# Бекічев Іван Дмитрович
Іван Дмитрович Бекічев (нар. 10 грудня 1928, Суворовська) — чеченський скульптор; член Спілки художників Чечні. Заслужений діяч мистецтв Чечено-Інгуської АРСР, заслужений художник РРФСР з 1972 року.

## Біографія
Народився 10 грудня 1928 року в станиці Суворовській (нині Предгірний район‎ Ставропольського краю, Росія). Спеціальної художньої освіти не мав. Член КПРС з 1961 року. Жив і працював у місті Грозному.

## Творчість
Працював у галузі станкової і монументальної скульптури. Серед робіт:
- «Піонервожата» (1956, гіпс);
- «Робітниця» (1957, гіпс);

портрети
- Володимира Леніна (1958, гіпс тонований; Національний музей Чеченської Республіки);
- старого більшовика Т. Я. Єрмолова (1962—1963; мармур);
- актора і драматурга Абдула Хамідова (1963—1964; мармур);
- Героя Соціалістичної Праці Наурди Есмухамбетова (1967, мармур; Національний музей Чеченської Республіки);
- учасника німецько-радянської війни А. К. Костіна (1971, гіпс тонований);
- мати снайпера Мандре Нальгієва (1971, гіпс тонований);
- начальника ковальсько-пресового цеху заводу «Червоний молот» І. Войцицького (1971, гіпс тонований);
- поетеси Раїси Ахматової (1972, гіпс тонований);
- тракториста радгоспу «Комсомольський» І. Тумаєва (1972, гіпс тонований);
- громадської діячки Сажі Умалатової (1985, бронза).

Автор пам'ятника Миколі Гикало, Асланбеку Шеріпову та Гапуру Ахрієву в Грозному (1973, граніт).
Брав участь у мистецьких виставках з 1957 року.